# Hosakote, Krishnarajanagara
Hosakote là một làng thuộc tehsil Krishnarajanagara, huyện Mysore, bang Karnataka, Ấn Độ.